# Strongylaspis sericea
Strongylaspis sericea är en skalbaggsart som beskrevs av Dmytro Zajciw 1970. Strongylaspis sericea ingår i släktet Strongylaspis och familjen långhorningar. Inga underarter finns listade i Catalogue of Life.